# Projeto F123
O projeto F123 é um software livre de baixo custo com leitor de tela por voz que possibilita a utilização de tecnologias por pessoas com deficiência visual, possibilitando a inclusão digital, favorecendo o acesso à educação e à informação e ampliando suas oportunidades educacionais e profissionais. O maior diferencial deste software é a capacidade de tê-lo em versão pen-drive, além da versão para computador, e é disponibilizado em 3 línguas (português, inglês e espanhol). 
Ele permite que o usuário navegue na internet, trabalhe com documentos e planilhas eletrônicas, e-mails e mensagens instantâneas em qualquer computador. A versão pen-drive não possui a necessidade de se instalar nada no computador, ele já abre o conteúdo gravado, que seria o sistema operacional (Linux, distribuição Ubuntu) e as tecnologias assistivas (leitores de tela e software para acessibilidade motora). Este software é utilizado por indivíduos, ONG's, instituições educacionais, fundações, agências governamentais e organizações internacionais em mais de 20 países, como Argentina, Peru e Uruguai, na América Latina, e até mesmo na Zâmbia e no Quênia, na África.
Em 2009 o Grupo F123, formado pela F123 Consulting e F123 Software, em parceria com a OSCIP Mais Diferenças, começou o Projeto Educação Livre, um curso de informática voltado para deficientes visuais, apoiando ONGs com tecnologia e treinamento, expandindo as oportunidades educacionais e profissionais dos cegos e pessoas com baixa visão.
A F123 participa de diversos congressos pelo mundo e já ganhou presença em jornais, revistas, televisão, internet e até em livros. 

## História
Fernando Botelho, criador do F123, começou a perder a visão aos 16 anos e aos 18 anos ficou cego. Ele se dedicou a pesquisar, em seu tempo livre, os motivos que encareciam a tecnologia para cegos e deficientes visuais parciais.
O primeiro passo foi comparar o preço de um bom computador em 1997 e o mesmo tipo de máquina, com a mesma qualidade, em 2006. Fernando fez a mesma comparação entre os preços do software leitor de tela mais conhecido na época. O resultado foi: enquanto o preço, corrigido pela inflação, de um computador básico havia caído mais de 80%, o preço do software para cegos mais vendido - que em 1997 já possuía um preço alto e de difícil acesso para a maioria dos cegos de países em desenvolvimento – havia subido mais de 20%. Decidido, o F123 seria uma iniciativa focada em software. 
Em 2007, Fernando e sua esposa começaram a desenvolver um protótipo que os ajudou a atrair financiamentos e prêmios. E, assim, foi criado o Projeto F123.

### Prêmios
- 2015: Vencedor do Prêmio Tecnologia é Ponte do Changemakers da Ashoka e Instituto Embratel Claro.
- 2014: Vencedor do Prêmio 2014 da Pauchon Research Foundation.
- 2013: Vencedor do Prêmio FINEP de Inovação 2013 categoria Tecnologia Assistiva – Região Sul e etapa Nacional.
- 2010: Premiado "A World of Solutions" do BID – Banco Interamericano de Desenvolvimento.